# Hipparque (cavalerie)
Pour les articles homonymes, voir Hipparque.
Un hipparque (en grec ancien Ἳππαρχος / hipparchos) est un général commandant une hipparchie, une division de cavalerie dans la Grèce et la Macédoine antiques, généralement formée de 500 cavaliers.

## Durant les conquêtes d'Alexandre
La nature exacte de l’hipparchie a nettement évolué sous le règne d'Alexandre le Grand. La cavalerie lourde macédonienne  compte en 334 av. J.-C., outre la garde (agéma) royale et quatre escadrons (ilais) d’éclaireurs-lanciers (prodromoi), sept escadrons de 1 200 Compagnons (hétaires) placés sous le commandement de l’hipparque Philotas, fils de Parménion. À la suite de la mise à mort de Philotas à l’automne 330 av. J.-C., Alexandre procède à une réforme de la cavalerie des Compagnons qu’il scinde en deux hipparchies commandées par Héphaistion et Cleitos le Noir, une hipparchie étant alors composée d’une tétrarchie, soit par quatre escadrons de cavalerie.
Selon Arrien, Alexandre ajouta en 324 une cinquième hipparchie formée d’« épigones » (héritiers) orientaux ; cela signifie donc qu’Alexandre forma auparavant quatre hipparchies en intégrant les prodromoi et de nouvelles recrues macédoniennes ou asiatiques. Il est possible de dater cette réforme aux alentours de l’année 329 av. J.-C.. En effet, durant la campagne contre Bessos, Ptolémée est placé à la tête de trois hipparchie  ; en 328 av. J.-C., sur les bords du fleuve Iaxarte, Alexandre dirige contre les Scythes trois hipparchies ; enfin, Alexandre aligne à la bataille de l’Hydaspe en 326, quatre hipparchies de Compagnons et une hipparchie de cavaliers orientaux. Quinte-Curce mentionne qu’Alexandre peut compter en 324 sur 2 000 cavaliers macédoniens , ce qui offre 500 cavaliers par hipparchies.
Six hipparques sont attestés par les sources sous le règne d'Alexandre : Héphaistion, Perdiccas, Cratère, Démétrios, Eumène de Cardia et Cleitos ; ce dernier, à distinguer de Cleitos le Noir tué en 328 av. J.-C., aurait remplacé Cratère en 326. Héphaistion exerce de fait une autorité sur les autres hipparques puisqu’il obtint le titre de chiliarque des Compagnons, à distinguer du chiliarque équivalent du vizir achéménide. Selon Diodore, Héphaistion est désigné hipparque des Compagnons, comme naguère Philotas. Arrien affirme qu’Alexandre ne désigne pas à la mort de son favori de nouveau chiliarque ; mais peut-être fait-il ici une confusion entre la chiliarchie équestre et la chiliarchie aulique (de aulos ou « trône »), car Plutarque affirme que Perdiccas succède à Héphaistion, et Diodore estime que Séleucos reçoit lors des accords de Babylone le titre d’hipparque des Compagnons (donc de chiliarque équestre) à la suite de Perdiccas. Perdiccas aurait donc obtenu les fonctions de chiliarque équestre (ou d’hipparque des Compagnons), alors qu’Eumène le remplace dans son précédent commandement à la tête d’une des quatre hipparchies.

## Dans les monarchies hellénistiques
Des hipparques sont attestés dans l'armée séleucide.

## Sources antiques
- Aristote, Constitution d'Athènes (31-2)
- Arrien, Anabase [lire en ligne].
- Diodore de Sicile, Bibliothèque historique [détail des éditions] [lire en ligne], XVII.